# Carl E. Friend
Carl E. Friend (* 18. April 1869 in Saint Joseph,  Missouri; † 23. Februar 1948 in Lawrence, Kansas) war ein US-amerikanischer Politiker. Zwischen 1939 und 1943 war er Vizegouverneur des Bundesstaates Kansas.

## Werdegang
Carl Friend absolvierte das Kansas State College und arbeitete danach im Jahr 1888 für die Union Pacific Railroad als Bauingenieur. Ende des Jahres 1889 stieg er in den Holzhandel ein. Dabei war er sehr erfolgreich. Später erweiterte er seinen Geschäftsbereich auf den Cherokee Strip im Gebiet des heutigen Oklahoma. Selbst im weit entfernten Georgia betrieb er Sägemühlen. Seit 1909 lebte er in Lawrence. Dort wurde er Vizepräsident und einer der Direktoren der Peoples State Bank. Außerdem wurde er Mitglied mehrerer Organisationen und Vereinigungen auf Bezirks- und Staatsebene. Politisch schloss er sich der Republikanischen Partei an. 1932 wurde er in den Senat von Kansas gewählt.
1938 wurde Friend an der Seite von Payne Ratner zum Vizegouverneur von Kansas gewählt. Dieses Amt bekleidete er zwischen dem 9. Januar 1939 und dem 11. Januar 1943. Dabei war er Stellvertreter des Gouverneurs. Zwischen 1940 und 1848 war er auch Vizepräsident und Geschäftsführer der University of Kansas Endowment Association. Er starb am 23. Februar 1948 in Lawrence.